# Conus diadema
Espèce
Statut de conservation UICN

 LC  : Préoccupation mineure
Conus diadema est une espèce de mollusques gastéropodes marins de la famille des Conidae.
Comme toutes les espèces du genre Conus, ces escargots sont prédateurs et venimeux. Ils sont capables de « piquer » les humains et doivent donc être manipulés avec précaution, voire pas du tout.

## Description
La taille de la coquille varie entre 25 mm et 60 mm. La courte flèche est conique et tuberculée. La couleur de la coquille est uniformément brune, lignée de chocolat, avec parfois des maculations blanches longitudinales formant une large bande centrale interrompue, et quelques maculations supplémentaires sur d'autres portions de la surface. La base de la coquille est striée de façon subgranulaire. 

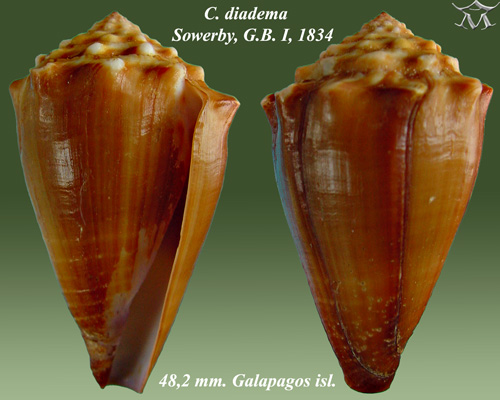
Conus diadema Sowerby, G.B. I, 1834.

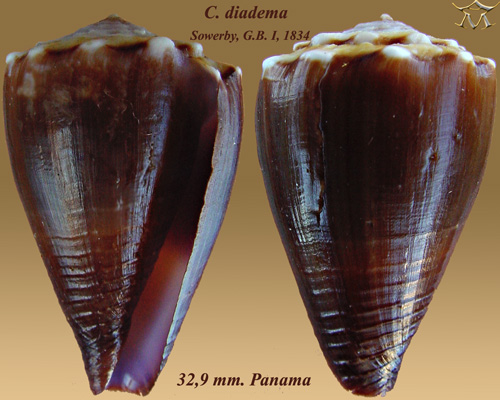
Conus diadema Sowerby, G.B. I, 1834.

## Distribution
Cette espèce marine est présente dans le Golfe de Californie, à l'ouest du Mexique jusqu'au Panama ; au large des îles Galápagos.

### Niveau de risque d’extinction de l’espèce
Selon l'analyse de l'UICN réalisée en 2011 pour la définition du niveau de risque d'extinction, cette espèce est présente le long de la côte Pacifique, depuis le golfe de Californie au Mexique jusqu'au nord du Pérou. On la trouve également dans les îles Galapagos, les îles Revillagigedo, l'île Clipperton et les îles Cocos. Il n'y a pas de menaces connues. Cette espèce est classée comme étant de préoccupation mineure.

## Taxonomie

### Publication originale
L'espèce Conus diadema a été décrite pour la première fois en 1834 par le naturaliste, illustrateur et conchyliologiste britannique George Brettingham Sowerby I (1788-1854) dans la publication intitulée « The conchological illustrations or, Coloured figures of all the hitherto unfigured recent shells »,.

### Synonymes
- Conus (Lividoconus) diadema G. B. Sowerby I, 1834 · appellation alternative
- Conus prytanis G. B. Sowerby III, 1882 · non accepté
- Lividoconus diadema (G. B. Sowerby I, 1834) · non accepté

## Identifiants taxonomiques
Chaque taxon catalogué par les bases de données biologiques et taxonomiques possède un identifiant qui permet d'établir un point de référence. Les identifiants de Conus diadema dans les principales bases sont les suivants :
BOLD : 667948 - CoL : 5ZY24 - GBIF : 5193193 - iNaturalist : 292528 - IRMNG : 10245573 - NCBI : 609843 - SeaLifeBase : 75339 - TAXREF : 6334 - UICN : 192361 - WoRMS : 426479